# Acacia torta
Acacia torta là một loài thực vật có hoa trong họ Đậu. Loài này được (Roxb.) Craib miêu tả khoa học đầu tiên.